# Sándor Kocsis
Sándor Kocsis (ur. 21 września 1929 w Budapeszcie, zm. 22 lipca 1979 w Barcelonie) – węgierski trener i piłkarz, który występował na pozycji napastnika. W latach 1948–1956 reprezentant Węgier.
Uważany za jednego z najlepszych zawodników w historii piłki nożnej. Wychowanek TC Kobanyai, zawodnik TC Ferencvárosi, Honvédu Budapeszt, szwajcarskiego Young Fellows Zürich, hiszpańskiej FC Barcelony oraz gościnnie hiszpańskiej CF Valencii. 
Z reprezentacją Węgier zdobył mistrzostwo olimpijskie 1952, wicemistrzostwo świata 1954 oraz Puchar Europy Środkowej 1948–1953, a także był członkiem tzw. Złotej jedenastki. W 1954 został królem strzelców mistrzostw świata z 11 golami.
Jako trener prowadził Hércules Alicante oraz CF Alicante.

## Kariera piłkarska
Sándor Kocsis karierę piłkarską rozpoczął w 1943 roku w TC Kobanyai, w którym występował do 1944 roku. Następnie w latach 1945–1950 reprezentował barwy TC Ferencvárosi, z którym zdobył mistrzostwo Węgier 1949, wicemistrzostwo Węgier 1950 oraz 3. miejsce w Nemzeti Bajnokság I 1947. W 1950 roku został zawodnikiem Honvédu Budapeszt, klubu stanowiącego bezpośrednie zaplecze dla trenera reprezentacji Węgier – Gusztáva Sebesa. Wywalczył z tym klubem czterokrotne mistrzostwo Węgier (1950, 1952, 1954, 1955), dwukrotne wicemistrzostwo Węgier (1951, 1953) oraz dotarł do finału Pucharu Węgier 1955. W klubie występował do 1956 roku, gdyż w wyniku wybuchu powstania węgierskiego w tym samym roku uciekł za granicę, najpierw do Szwajcarii, gdzie w latach 1957–1958 grał w Young Fellows Zürich, potem w 1958 roku do Hiszpanii, gdzie w latach występował w FC Barcelonie, z którą również odnosił sukcesy: dwukrotne mistrzostwo Hiszpanii (1959, 1960), dwukrotne wicemistrzostwo Hiszpanii (1962, 1964), dwukrotnie Puchar Króla Hiszpanii (1959, 1963) oraz Puchar Miast Targowych 1960, a po sezonie 1965/1966 w wieku 36 lat zakończył piłkarską karierę. W 1961 roku gościnnie wystąpił w CF Valencii podczas turnieju Trofeu Taronja, z którym triumfował.

## Kariera reprezentacyjna
Sándor Kocsis w 1948–1956 w reprezentacji Węgier rozegrał 68 meczów, w których strzelił 75 goli, co jest drugim najlepszym wynikiem w historii drużyny Madziarów. Debiut zaliczył 6 czerwca 1948 roku na stadionie Hungária w Budapeszcie w wygranym 9:0 meczu z reprezentacją Rumunii w ramach turnieju Balkan Cup 1948, w którym Kocsis strzelił swoje dwa pierwsze gole w drużynie narodowej. W 1949 roku reprezentację Węgier przejął selekcjoner Gusztáv Sebes i od tego momentu Kocsis stał się kluczowym zawodnikiem Madziarów tworząc tzw. Złotą jedenastkę. Zdobył z nią mistrzostwo olimpijskie 1952 w Helsinkach, Puchar Europy Środkowej 1948–1953.

### Mundial 1954
Sándor Kocsis w 1954 roku wyjechał z reprezentacją Węgier na mistrzostwa świata 1954 w Szwajcarii jako stuprocentowy faworyt do triumfu w turnieju. Na tym turnieju Kocsis zdobył 11 goli (3 gole z reprezentacją Korei Południowej, 4 gole z reprezentacją RFN-u w fazie grupowej, 2 gole w ćwierćfinale z reprezentacją Brazylii – potocznie nazywanego Bitwą pod Bernem oraz 2 gole w półfinale z reprezentacją Urugwaju), co dało mu tytuł króla strzelców tego turnieju.
4 lipca 1954 roku na Wankdorfstadion w Bernie Złota jedenastka spotkała się z reprezentacją RFN-u, z którą już grała na tym turnieju. Finał zakończył się sensacyjnym triumfem rywali, którzy pokonali drużynę Gusztáva Sebesa 3:2, co uznano za największą sensację, a mecz potocznie nazywany jest tzw. Cudem w Bernie.

### Po Mundialu 1954
Porażka ta została uznana za początek końca Złotej jedenastki, gdyż m.in.: bramkarz Gyula Grosics został oskarżony o zdradę i szpiegostwo, w wyniku której został zdyskwalifikowany na półtora roku. 23 października 1956 roku na Węgrzech wybuchło powstanie węgierskie. W wyniku licznych represji w kraju na emigrację udali się: Zoltán Czibor, Kocsis (obaj FC Barcelona) i Ferenc Puskás do Realu Madryt, a trenerem od kilku miesięcy już nie był Gusztáv Sebes. To był całkowity rozpad Złotej jedenastki, a reprezentacja Węgier już nigdy więcej nie nawiązała ponownie do tych wspaniałych czasów.
Ostatni mecz Kocsisa w reprezentacji Węgier miał miejsce 7 października 1956 roku na Parc des Princes w Paryżu, kiedy to drużyna Madziarów wygrała 2:1 w meczu towarzyskim z reprezentacją Francji, Kocsis zdobył w tym meczu swojego ostatniego gola w reprezentacji Węgier.

## Kariera trenerska
Sándor Kocsis po zakończeniu kariery piłkarskiej rozpoczął karierę trenerską. Trenował Hércules Alicante (1970–1971) oraz CF Alicante.

## Statystyki

### Kluby
| Klub                   | Sezon              | Liga                | Liga  | Liga   | Puchar krajowy | Puchar krajowy | Europejskie Puchary | Europejskie Puchary | Łącznie | Łącznie |
| Klub                   | Sezon              | Liga                | Mecze | Bramki | Mecze          | Bramki         | Mecze               | Bramki              | Mecze   | Bramki  |
| ---------------------- | ------------------ | ------------------- | ----- | ------ | -------------- | -------------- | ------------------- | ------------------- | ------- | ------- |
| TC Kobanyai            | 1945/1946          | Nemzeti Bajnokság I | 5     | 0      |                |                |                     |                     |         |         |
| Łącznie                | Łącznie            | Łącznie             | 5     | 0      |                |                |                     |                     |         |         |
| TC Ferencvárosi        | 1946/1947          | Nemzeti Bajnokság I | 3     | 2      |                |                |                     |                     |         |         |
| TC Ferencvárosi        | 1947/1948          | Nemzeti Bajnokság I | 21    | 5      |                |                |                     |                     |         |         |
| TC Ferencvárosi        | 1948/1949          | Nemzeti Bajnokság I | 30    | 33     |                |                |                     |                     |         |         |
| TC Ferencvárosi        | 1949/1950          | Nemzeti Bajnokság I | 30    | 30     |                |                |                     |                     |         |         |
| Łącznie                | Łącznie            | Łącznie             | 84    | 70     |                |                |                     |                     |         |         |
| Honvéd Budapeszt       | 1950               | Nemzeti Bajnokság I | 15    | 24     |                |                |                     |                     |         |         |
| Honvéd Budapeszt       | 1951               | Nemzeti Bajnokság I | 26    | 30     |                |                |                     |                     |         |         |
| Honvéd Budapeszt       | 1952               | Nemzeti Bajnokság I | 26    | 36     |                |                |                     |                     |         |         |
| Honvéd Budapeszt       | 1953               | Nemzeti Bajnokság I | 25    | 24     |                |                |                     |                     |         |         |
| Honvéd Budapeszt       | 1954               | Nemzeti Bajnokság I | 26    | 33     |                |                |                     |                     |         |         |
| Honvéd Budapeszt       | 1955               | Nemzeti Bajnokság I | 21    | 17     |                |                |                     |                     |         |         |
| Honvéd Budapeszt       | 1956               | Nemzeti Bajnokság I | 21    | 13     |                |                |                     |                     |         |         |
| Łącznie                | Łącznie            | Łącznie             | 160   | 177    |                |                |                     |                     |         |         |
| Young Fellows Juventus | 1957/1958          | Nationalliga A      | 11    | 7      |                |                |                     |                     |         |         |
| Łącznie                | Łącznie            | Łącznie             | 11    | 7      |                |                |                     |                     |         |         |
| FC Barcelona           | 1958/1959          | Primera División    | 4     | 4      | 6              | 11             | 0                   | 0                   | 10      | 15      |
| FC Barcelona           | 1959/1960          | Primera División    | 9     | 3      | 0              | 0              | 4                   | 5                   | 13      | 8       |
| FC Barcelona           | 1960/1961          | Primera División    | 10    | 4      | 1              | 1              | 9                   | 6                   | 20      | 11      |
| FC Barcelona           | 1961/1962          | Primera División    | 20    | 17     | 2              | 0              | 6                   | 3                   | 28      | 20      |
| FC Barcelona           | 1962/1963          | Primera División    | 9     | 2      | 7              | 3              | 3                   | 4                   | 19      | 9       |
| FC Barcelona           | 1963/1964          | Primera División    | 19    | 12     | 6              | 4              | 4                   | 3                   | 29      | 19      |
| FC Barcelona           | 1964/1965          | Primera División    | 4     | 0      | 0              | 0              | 3                   | 0                   | 7       | 0       |
| Łącznie                | Łącznie            | Łącznie             | 75    | 42     | 22             | 19             | 29                  | 21                  | 126     | 82      |
| Łącznie w karierze     | Łącznie w karierze | Łącznie w karierze  | 335   | 296    |                |                |                     |                     |         |         |

### Reprezentacyjne
| Reprezentacja | Rok     | Mecze | Bramki |
| ------------- | ------- | ----- | ------ |
| Węgry         |         |       |        |
| 1948          | 1       | 2     |        |
| 1949          | 6       | 5     |        |
| 1950          | 6       | 5     |        |
| 1951          | 3       | 6     |        |
| 1952          | 12      | 16    |        |
| 1953          | 5       | 1     |        |
| 1954          | 14      | 23    |        |
| 1955          | 12      | 10    |        |
| 1956          | 9       | 7     |        |
| Łącznie       | Łącznie | 68    | 75     |

### Gole w reprezentacji
| Lp. | Data       | Stadion                                 | Przeciwnik       | Wynik | Turniej                           |
| --- | ---------- | --------------------------------------- | ---------------- | ----- | --------------------------------- |
| 1.  | 06.06.1948 | Hungária, Budapeszt                     | Rumunia          | 9:0   | Balkan Cup 1948                   |
| 2.  | 06.06.1948 | Hungária, Budapeszt                     | Rumunia          | 9:0   | Balkan Cup 1948                   |
| 3.  | 02.05.1949 | Hungária, Budapeszt                     | Austria          | 6:1   | Puchar Europy Środkowej 1948–1953 |
| 4.  | 19.06.1949 | Råsundastadion, Sztokholm               | Szwecja          | 2:2   | Towarzyski                        |
| 5.  | 20.11.1949 | Hungária, Budapeszt                     | Szwecja          | 5:0   | Towarzyski                        |
| 6.  | 20.11.1949 | Hungária, Budapeszt                     | Szwecja          | 5:0   | Towarzyski                        |
| 7.  | 20.11.1949 | Hungária, Budapeszt                     | Szwecja          | 5:0   | Towarzyski                        |
| 8.  | 30.04.1950 | Hungária, Budapeszt                     | Czechosłowacja   | 5:0   | Towarzyski                        |
| 9.  | 30.04.1950 | Hungária, Budapeszt                     | Czechosłowacja   | 5:0   | Towarzyski                        |
| 10. | 15.05.1950 | Praterstadion, Wiedeń                   | Austria          | 3:5   | Towarzyski                        |
| 11. | 24.09.1950 | Hungária, Budapeszt                     | Albania          | 12:0  | Towarzyski                        |
| 12. | 24.09.1950 | Hungária, Budapeszt                     | Albania          | 12:0  | Towarzyski                        |
| 13. | 27.05.1951 | Hungária, Budapeszt                     | Polska           | 6:0   | Towarzyski                        |
| 14. | 27.05.1951 | Hungária, Budapeszt                     | Polska           | 6:0   | Towarzyski                        |
| 15. | 14.10.1951 | Městský stadion, Ostrawa                | Czechosłowacja   | 2:1   | Towarzyski                        |
| 16. | 14.10.1951 | Městský stadion, Ostrawa                | Czechosłowacja   | 2:1   | Towarzyski                        |
| 17. | 18.11.1951 | Hungária, Budapeszt                     | Finlandia        | 8:0   | Towarzyski                        |
| 18. | 18.11.1951 | Hungária, Budapeszt                     | Finlandia        | 8:0   | Towarzyski                        |
| 19. | 18.05.1952 | Hungária, Budapeszt                     | NRD              | 5:0   | Towarzyski                        |
| 20. | 15.06.1952 | Stadion Wojska Polskiego, Warszawa      | Polska           | 5:1   | Towarzyski                        |
| 21. | 15.06.1952 | Stadion Wojska Polskiego, Warszawa      | Polska           | 5:1   | Towarzyski                        |
| 22. | 22.06.1952 | Stadion Olimpijski, Helsinki            | Finlandia        | 6:1   | Towarzyski                        |
| 23. | 22.06.1952 | Stadion Olimpijski, Helsinki            | Finlandia        | 6:1   | Towarzyski                        |
| 24. | 22.06.1952 | Stadion Olimpijski, Helsinki            | Finlandia        | 6:1   | Towarzyski                        |
| 25. | 15.07.1952 | Kupittaa, Turku                         | Rumunia          | 2:1   | Igrzyska olimpijskie 1952         |
| 26. | 21.07.1952 | Pallokenttä, Helsinki                   | Włochy           | 3:0   | Igrzyska olimpijskie 1952         |
| 27. | 24.07.1952 | Urheilukeskus, Kotka                    | Turcja           | 7:1   | Igrzyska olimpijskie 1952         |
| 28. | 24.07.1952 | Urheilukeskus, Kotka                    | Turcja           | 7:1   | Igrzyska olimpijskie 1952         |
| 29. | 28.07.1952 | Stadion Olimpijski, Helsinki            | Szwecja          | 6:0   | Igrzyska olimpijskie 1952         |
| 30. | 28.07.1952 | Stadion Olimpijski, Helsinki            | Szwecja          | 6:0   | Igrzyska olimpijskie 1952         |
| 31. | 20.09.1952 | Wankdorfstadion, Berno                  | Szwajcaria       | 4:2   | Puchar Europy Środkowej 1948–1953 |
| 32. | 19.10.1952 | Hungária, Budapeszt                     | Czechosłowacja   | 5:0   | Towarzyski                        |
| 33. | 19.10.1952 | Hungária, Budapeszt                     | Czechosłowacja   | 5:0   | Towarzyski                        |
| 34. | 19.10.1952 | Hungária, Budapeszt                     | Czechosłowacja   | 5:0   | Towarzyski                        |
| 35. | 05.07.1953 | Råsundastadion, Sztokholm               | Szwecja          | 4:2   | Towarzyski                        |
| 36. | 23.05.1954 | Népstadion, Budapeszt                   | Anglia           | 7:1   | Towarzyski                        |
| 37. | 23.05.1954 | Népstadion, Budapeszt                   | Anglia           | 7:1   | Towarzyski                        |
| 38. | 17.06.1954 | Hardturm Stadium, Zurych                | Korea Południowa | 9:0   | Mundial 1954                      |
| 39. | 17.06.1954 | Hardturm Stadium, Zurych                | Korea Południowa | 9:0   | Mundial 1954                      |
| 40. | 17.06.1954 | Hardturm Stadium, Zurych                | Korea Południowa | 9:0   | Mundial 1954                      |
| 41. | 20.06.1954 | St. Jakob-Stadion, Bazylea              | RFN              | 8:3   | Mundial 1954                      |
| 42. | 20.06.1954 | St. Jakob-Stadion, Bazylea              | RFN              | 8:3   | Mundial 1954                      |
| 43. | 20.06.1954 | St. Jakob-Stadion, Bazylea              | RFN              | 8:3   | Mundial 1954                      |
| 44. | 20.06.1954 | St. Jakob-Stadion, Bazylea              | RFN              | 8:3   | Mundial 1954                      |
| 45. | 27.06.1954 | Wankdorfstadion, Berno                  | Brazylia         | 4:2   | Mundial 1954                      |
| 46. | 27.06.1954 | Wankdorfstadion, Berno                  | Brazylia         | 4:2   | Mundial 1954                      |
| 47. | 30.06.1954 | Stade Olympique de la Pontaise, Lozanna | Urugwaj          | 4:2   | Mundial 1954                      |
| 48. | 30.06.1954 | Stade Olympique de la Pontaise, Lozanna | Urugwaj          | 4:2   | Mundial 1954                      |
| 49. | 19.09.1954 | Népstadion, Budapeszt                   | Rumunia          | 5:1   | Towarzyski                        |
| 50. | 19.09.1954 | Népstadion, Budapeszt                   | Rumunia          | 5:1   | Towarzyski                        |
| 51. | 26.09.1954 | Dynamo Stadium, Moskwa                  | ZSRR             | 1:1   | Towarzyski                        |
| 52. | 10.10.1954 | Népstadion, Budapeszt                   | Szwajcaria       | 3:0   | Towarzyski                        |
| 53. | 10.10.1954 | Népstadion, Budapeszt                   | Szwajcaria       | 3:0   |                                   |
| 54. | 24.10.1954 | Népstadion, Budapeszt                   | Czechosłowacja   | 4:1   | Towarzyski                        |
| 55. | 24.10.1954 | Népstadion, Budapeszt                   | Czechosłowacja   | 4:1   | Towarzyski                        |
| 56. | 24.10.1954 | Népstadion, Budapeszt                   | Czechosłowacja   | 4:1   | Towarzyski                        |
| 57. | 14.11.1954 | Népstadion, Budapeszt                   | Austria          | 4:1   | Towarzyski                        |
| 58. | 08.12.1954 | Hampden Park, Glasgow                   | Szkocja          | 4:2   | Towarzyski                        |
| 59. | 08.05.1955 | Ullevaal Stadion, Oslo                  | Norwegia         | 5:0   | Towarzyski                        |
| 60. | 11.05.1955 | Råsundastadion, Sztokholm               | Szwecja          | 7:3   | Towarzyski                        |
| 61. | 11.05.1955 | Råsundastadion, Sztokholm               | Szwecja          | 7:3   | Towarzyski                        |
| 62. | 11.05.1955 | Råsundastadion, Sztokholm               | Szwecja          | 7:3   | Towarzyski                        |
| 63. | 15.05.1955 | Idrætsparken, Kopenhaga                 | Dania            | 6:0   | Towarzyski                        |
| 64. | 15.05.1955 | Idrætsparken, Kopenhaga                 | Dania            | 6:0   | Towarzyski                        |
| 65. | 29.05.1955 | Népstadion, Budapeszt                   | Szkocja          | 3:1   | Towarzyski                        |
| 66. | 17.09.1955 | Stade Olympique de la Pontaise, Lozanna | Szwajcaria       | 5:4   | Puchar Europy Środkowej 1954–1960 |
| 67. | 02.10.1955 | Stadion Strahov, Praga                  | Czechosłowacja   | 1:1   | Puchar Europy Środkowej 1954–1960 |
| 68. | 16.10.1955 | Népstadion, Budapeszt                   | Austria          | 6:1   | Puchar Europy Środkowej 1954–1960 |
| 69. | 03.06.1956 | Stadion Heysel, Bruksela                | Belgia           | 4:5   | Towarzyski                        |
| 70. | 03.06.1956 | Stadion Heysel, Bruksela                | Belgia           | 4:5   | Towarzyski                        |
| 71. | 09.06.1956 | Estádio Nacional, Lizbona               | Portugalia       | 2:2   | Towarzyski                        |
| 72. | 15.07.1956 | Népstadion, Budapeszt                   | Polska           | 4:1   | Towarzyski                        |
| 73. | 15.07.1956 | Népstadion, Budapeszt                   | Polska           | 4:1   | Towarzyski                        |
| 74. | 16.09.1956 | Stadion Crvena Zvezda, Belgrad          | Jugosławia       | 3:1   | Puchar Europy Środkowej 1954–1960 |
| 75. | 07.10.1956 | Parc des Princes, Paryż                 | Francja          | 2:1   | Towarzyski                        |

## Sukcesy

### Zawodnicze
TC Ferencvárosi
- Mistrzostwo Węgier: 1949
- Wicemistrzostwo Węgier: 1950
- 3. miejsce w Nemzeti Bajnokság I: 1947

Honvéd Budapeszt
- Mistrzostwo Węgier: 1950, 1952, 1954, 1955
- Wicemistrzostwo Węgier: 1951, 1953
- Finał Pucharu Węgier: 1955

FC Barcelona
- Mistrzostwo Hiszpanii: 1959, 1960
- Wicemistrzostwo Hiszpanii: 1962, 1964
- Puchar Króla Hiszpanii: 1959, 1963
- Puchar Miast Targowych: 1960

CF Valencia
- Trofeu Taronja: 1961

Reprezentacyjne
- Mistrzostwo olimpijskie: 1952
- Wicemistrzostwo świata: 1954
- Puchar Europy Środkowej: 1948–1953

### Indywidualne
- Król strzelców ligi węgierskiej: 1951, 1952, 1954
- Król strzelców mistrzostw świata: 1954
- Drugi piłkarz mistrzostw świata: 1954
- Piłkarz roku na Węgrzech: 1954
- Drużyna marzeń mistrzostw świata: 1954

## Wypadek i śmierć
Sándor Kocsis w 1966 roku został ciężko ranny w wypadku samochodowym, w wyniku którego amputowano mu obie nogi. 22 lipca 1979 roku dowiedział się, że ma nowotwór, a chwilę po tej informacji, popełnił samobójstwo, wyskakując z okna szpitala w Barcelonie, w którym się znajdował. Miał 49 lat. Pierwotnie został pochowany na cmentarzu na Montjuic. 21 września 2012 r. został pochowany w bazylice w Budapeszcie.